# Lista över deltagande nationer i olympiska vinterspelen
Det här är en lista över nationer, representerade av en nationell olympisk kommitté (NOK), som har deltagit i olympiska vinterspelen mellan 1924 och 2014. Olympiska vinterspelen har arrangerats vart fjärde år sedan 1924, med undantag för de inställda spelen 1940 och 1944, på grund av andra världskriget, och 1994 då olympiska vinterspelen flyttades till året mellan olympiska sommarspelen, två år efter tidigare spel. 118 av de nuvarande 204 NOK har deltagit i åtminstone ett olympiskt vinterspel. Tolv nationer, Finland, Frankrike, Italien, Kanada, Norge, Polen, Schweiz, Sverige, Storbritannien, USA och Österrike, har deltagit i samtliga 22 vinterspel. Med Tjeckoslovakien inräknat har även Tjeckien och Slovakien deltagit i samtliga vinterspel.

## Historia

### Ursprung och tidiga spel
Den första vintersporten att inkluderas i de moderna olympiska spelen var konståkning vid olympiska spelen 1908 i London. Totalt 21 konståkare från sex länder deltog, Argentina, Tyskland, Storbritannien, Sverige, Ryssland och USA, i de fyra grenarna som arrangerades i oktober.
Konståkning var inte med i olympiska spelen i Stockholm 1912, men återkom till spelen 1920 i Antwerpen. Där var också ishockey med, med sju deltagande lag.
Det första olympiska vinterspelet hölls 1924 i Chamonix, Frankrike. Tävlingarna kallades officiellt Internationella sportveckan och hölls i samband med olympiska sommarspelen 1924, men var retroaktivt skapat av Internationella olympiska kommittén (IOK) som I Olympic Winter Games.
Sexton nationer deltog i dessa spel: fjorton från Europa och två från Nordamerika.
Fyra år senare deltog 25 nationer i olympiska vinterspelen 1928 i St. Moritz, Schweiz, inkluderande Argentina (första nationen från södra halvklotet), Japan (första nationen från asien) och Mexiko.
Deltagandet i olympiska vinterspelen 1932 i Lake Placid, USA var minskat till 17 nationer.
Olympiska vinterspelen 1936 i Garmisch-Partenkirchen, Tyskland, hade 28 deltagande nationer, det största antalet dittills.
Dessa blev de sista olympiska vinterspelen för tolv års tid, då de planerade spelen 1940 och 1944 ställdes in på grund av andra världskriget.

### Efterkrigstiden och kalla kriget
Efter andra världskriget, deltog 28 nationer i St. Moritz i olympiska vinterspelen 1948, men inte Tyskland och Japan, som inte var inbjudna på grund av deras roller i andra världskriget.
I olympiska vinterspelen 1952 i Oslo, Norge, deltog 30 nationer.
I Cortina d'Ampezzo, Italien, vid olympiska vinterspelen 1956 gjorde Sovjetunionen debut och totalt 32 nationer deltog.
Väst- och Östtysklands NOK representerades av Tysklands förenade lag från 1956 till 1964.
30 nationer deltog i olympiska vinterspelen 1960 i Squaw Valley, USA, bland annat Sydafrika, som första afrikanska nation i olympiska vinterspelen.
I Innsbruck, Österrike vid olympiska vinterspelen 1964 deltog 36 nationer.
I olympiska vinterspelen 1968, Grenoble, Frankrike, deltog Väst- och Östtyskland för första gången var för sig. 37 nationer deltog.
Olympiska vinterspelen 1972 arrangerades i Sapporo, Japan, detta var första gången vinterspelen inte hölls i Europa eller USA. Totalt 35 nationer deltog däribland Filippinerna som första land från sydostasien att ställa upp i ett olympiskt vinterspel.
Spelen återvände till Innsbruck i och med olympiska vinterspelen 1976, där 37 nationer deltog.
Lake Placid var arrangör för olympiska vinterspelen 1980 med 37 deltagande nationer.
Kina gjorde sin debut i olympiska vinterspelen, i och med det bojkottade Republiken Kina spelen.
Sarajevo, SFR Jugoslavien, stod som värd för olympiska vinterspelen 1984, med hela 49 deltagande nationer, en ökning på 12 nationer sen spelen 1980.
Puerto Rico och Amerikanska Jungfruöarna var de första två karibiska nationerna att delta i olympiska vinterspelen. Flera andra tropiska länder kom att delta i olympiska vinterspelen 1988 i Calgary, Kanada, bland annat det välkända jamaicanska bob-laget.

### Senare spel
Efter kalla krigets slut i början av 1990-talet skedde en stor ökning av deltagande nationer i olympiska spelen. I olympiska vinterspelen 1992 i Albertville, Frankrike, deltog hela 64 nationer, där deltog Tyskland som en enad nation och ett förenat lag bestående av sex av de forna sovjetstaterna.
Baltländerna deltog självständigt för första gången sedan 1936, och några av de forna jugoslaviska nationerna deltog också självständigt.
I oktober 1986, beslutade IOK att olympiska vinterspelen skulle hållas mellan olympiska sommarspelen istället för samma år, denna ändring startades till spelen i Lillehammer, Norge, 1994. Där deltog 67 nationer, bland annat Tjeckien och Slovakien som två nationer.
Olympiska vinterspelen har fortsatt att växa på senare tid, med 72 nationer i olympiska vinterspelen 1998 i Nagano, Japan,
77 nationer i olympiska vinterspelen 2002 i Salt Lake City, USA,
och 80 nationer i olympiska vinterspelen 2006 i Turin, Italien.
Totalt deltog 82 nationer i olympiska vinterspelen 2010 i Vancouver, Kanada.

## Lista över nationer

### Förklaring
Denna lista innehåller de 103 NOK som har deltagit i minst ett olympiskt vinterspel sorterade i bokstavsordning. Den kod på tre bokstäver som sedan 1960-talet har använts av IOK för att identifiera nationer är också med i listan.
Flera nationer har ändrats under sin olympiska historia; dessa är märkta med fotnoter länkande inom tabellen. Ett antal historiska länder är också listade i tabellen:
- Sovjetunionen — representeras nu av femton olika NOK, fjorton av dem har deltagit i olympiska vinterspelen.
- Västtyskland och Östtyskland — deltog som två enskilda lag under sex olympiska spel, men även tillsammans som ett förenat lag under tre spel.
- Tjeckoslovakien — representeras nu av två olika NOK.
- Jugoslavien — representeras nu av sex olika NOK, alla dessa har deltagit i olympiska vinterspelen.
- Serbien och Montenegro — representeras nu av två olika NOK.

#### Teckenförklaring
| 24  |  | Indikerar åren då olympiska vinterspelen arrangerats, från 1924 till 2010         |
| •   |  | Deltog i gällande spel                                                            |
| A   |  | Arrangör för gällande spel                                                        |
| [A] |  | Fotnot med förklaring                                                             |
|     |  | De planerade spelen 1940 och 1944, som ställdes in på grund av andra världskriget |
|     |  | Deltog under annan NOK än tidigare spel                                           |

### Alfabetisk lista

#### A
| Nation                   | Kod | 24               | 28               | 32               | 36               | 40               | 44               | 48               | 52               | 56               | 60               | 64               | 68               | 72               | 76               | 80               | 84               | 88               | 92  | 94 | 98  | 02 | 06 | 10 | 14 | 18 |
| ------------------------ | --- | ---------------- | ---------------- | ---------------- | ---------------- | ---------------- | ---------------- | ---------------- | ---------------- | ---------------- | ---------------- | ---------------- | ---------------- | ---------------- | ---------------- | ---------------- | ---------------- | ---------------- | --- | -- | --- | -- | -- | -- | -- | -- |
| Albanien                 | ALB |                  |                  |                  |                  |                  |                  |                  |                  |                  |                  |                  |                  |                  |                  |                  |                  |                  |     |    |     |    | •  | •  | •  | •  |
| Algeriet                 | ALG |                  |                  |                  |                  |                  |                  |                  |                  |                  |                  |                  |                  |                  |                  |                  | •                |                  |     |    | •   | •  |    |    |    |    |
| Amerikanska Jungfruöarna | ISV |                  |                  |                  |                  |                  |                  |                  |                  |                  |                  |                  |                  |                  | •                | •                | •                | •                | •   | •  | [D] |    | •  |    |    |    |
| Amerikanska Samoa        | ASA |                  |                  |                  |                  |                  |                  |                  |                  |                  |                  |                  |                  |                  |                  |                  |                  | •                |     |    |     |    |    |    |    |    |
| Andorra                  | AND |                  |                  |                  |                  |                  |                  |                  |                  |                  |                  |                  | •                | •                | •                | •                | •                | •                | •   | •  | •   | •  | •  | •  |    |    |
| Argentina                | ARG |                  | •                |                  |                  | •                | •                |                  | •                | •                | •                | •                | •                | •                | •                | •                | •                | •                | •   | •  | •   | •  | •  | •  |    |    |
| Armenien                 | ARM | se Sovjetunionen | se Sovjetunionen | se Sovjetunionen | se Sovjetunionen | se Sovjetunionen | se Sovjetunionen | se Sovjetunionen | se Sovjetunionen | se Sovjetunionen | se Sovjetunionen | se Sovjetunionen | se Sovjetunionen | se Sovjetunionen | se Sovjetunionen | se Sovjetunionen | se Sovjetunionen | se Sovjetunionen | [B] | •  | •   | •  | •  | •  | •  | •  |
| Australien               | AUS |                  |                  |                  | •                |                  |                  |                  | •                | •                | •                | •                | •                | •                | •                | •                | •                | •                | •   | •  | •   | •  | •  | •  | •  | •  |
| Azerbajdzjan             | AZE | se Sovjetunionen | se Sovjetunionen | se Sovjetunionen | se Sovjetunionen | se Sovjetunionen | se Sovjetunionen | se Sovjetunionen | se Sovjetunionen | se Sovjetunionen | se Sovjetunionen | se Sovjetunionen | se Sovjetunionen | se Sovjetunionen | se Sovjetunionen | se Sovjetunionen | se Sovjetunionen | se Sovjetunionen |     |    | •   | •  | •  | •  | •  | •  |

#### B
| Nation                  | Kod | 24             | 28             | 32             | 36             | 40             | 44             | 48             | 52             | 56             | 60             | 64             | 68             | 72             | 76             | 80             | 84             | 88             | 92             | 94 | 98 | 02 | 06 | 10 | 14 | 18 |
| ----------------------- | --- | -------------- | -------------- | -------------- | -------------- | -------------- | -------------- | -------------- | -------------- | -------------- | -------------- | -------------- | -------------- | -------------- | -------------- | -------------- | -------------- | -------------- | -------------- | -- | -- | -- | -- | -- | -- | -- |
| Belgien                 | BEL | •              | •              | •              | •              |                |                | •              | •              | •              |                | •              |                | •              | •              | •              | •              | •              | •              | •  | •  | •  | •  | •  | •  | •  |
| Bermuda                 | BER |                |                |                |                |                |                |                |                |                |                |                |                |                |                |                | •              | •              | •              | •  | •  | •  | •  | •  |    |    |
| Bolivia                 | BOL |                |                |                |                |                |                | •              |                |                |                |                |                | •              | •              | •              | •              |                |                |    |    |    |    |    |    |    |
| Bosnien och Hercegovina | BIH | se Jugoslavien | se Jugoslavien | se Jugoslavien | se Jugoslavien | se Jugoslavien | se Jugoslavien | se Jugoslavien | se Jugoslavien | se Jugoslavien | se Jugoslavien | se Jugoslavien | se Jugoslavien | se Jugoslavien | se Jugoslavien | se Jugoslavien | se Jugoslavien | se Jugoslavien | se Jugoslavien | •  | •  | •  | •  | •  | •  | •  |
| Brasilien               | BRA |                |                |                |                |                |                |                |                |                |                |                |                |                |                |                |                |                | •              | •  | •  | •  | •  | •  | •  | •  |
| Brittiska Jungfruöarna  | IVB |                |                |                |                |                |                |                |                |                |                |                |                |                | •              |                |                |                |                |    |    |    | •  |    |    |    |
| Bulgarien               | BUL |                |                |                | •              | •              | •              | •              | •              | •              | •              | •              | •              | •              | •              | •              | •              | •              | •              | •  | •  | •  | •  | •  |    |    |

#### C
| Nation      | Kod | 24 | 28 | 32 | 36 | 40 | 44 | 48 | 52 | 56 | 60 | 64 | 68 | 72 | 76 | 80 | 84 | 88 | 92 | 94 | 98 | 02 | 06 | 10 | 14 | 18 |
| ----------- | --- | -- | -- | -- | -- | -- | -- | -- | -- | -- | -- | -- | -- | -- | -- | -- | -- | -- | -- | -- | -- | -- | -- | -- | -- | -- |
| Caymanöarna | CAY |    |    |    |    |    |    |    |    |    |    |    |    |    |    |    |    |    |    |    |    |    |    | •  | •  |    |
| Chile       | CHI |    |    |    |    | •  | •  | •  | •  | •  | •  |    | •  |    | •  | •  | •  | •  | •  | •  | •  | •  | •  | •  |    |    |
| Colombia    | COL |    |    |    |    |    |    |    |    |    |    |    |    |    |    |    |    |    |    |    |    | •  |    | •  |    |    |
| Costa Rica  | CRC |    |    |    |    |    |    |    |    |    |    |    |    | •  | •  | •  | •  |    |    |    | •  |    |    |    |    |    |
| Cypern      | CYP |    |    |    |    |    |    |    |    |    |    |    |    | •  | •  | •  | •  | •  | •  | •  | •  | •  | •  | •  |    |    |

#### D
| Nation   | Kod | 24 | 28 | 32 | 36 | 40 | 44 | 48 | 52 | 56 | 60 | 64 | 68 | 72 | 76 | 80 | 84 | 88 | 92 | 94 | 98 | 02 | 06 | 10 | 14 | 18 |
| -------- | --- | -- | -- | -- | -- | -- | -- | -- | -- | -- | -- | -- | -- | -- | -- | -- | -- | -- | -- | -- | -- | -- | -- | -- | -- | -- |
| Danmark  | DEN |    |    |    |    |    |    | •  | •  |    | •  | •  | •  |    |    |    |    | •  | •  | •  | •  | •  | •  | •  | •  | •  |
| Dominica | DMA |    |    |    |    |    |    |    |    |    |    |    |    |    |    |    |    |    |    |    |    |    |    |    | •  |    |

#### E
| Nation   | Kod | 24  | 28 | 32 | 36 | 40               | 44               | 48               | 52               | 56               | 60               | 64               | 68               | 72               | 76               | 80               | 84 | 88 | 92 | 94 | 98 | 02 | 06 | 10 | 14 | 18 |
| -------- | --- | --- | -- | -- | -- | ---------------- | ---------------- | ---------------- | ---------------- | ---------------- | ---------------- | ---------------- | ---------------- | ---------------- | ---------------- | ---------------- | -- | -- | -- | -- | -- | -- | -- | -- | -- | -- |
| Ecuador  | ECU |     |    |    |    |                  |                  |                  |                  |                  |                  |                  |                  |                  |                  |                  |    |    |    |    |    |    |    |    |    | •  |
| Egypten  | EGY |     |    |    |    |                  |                  |                  |                  |                  |                  |                  |                  |                  |                  |                  | •  |    |    |    |    |    |    |    |    |    |
| Estland  | EST | [C] | •  |    | •  | se Sovjetunionen | se Sovjetunionen | se Sovjetunionen | se Sovjetunionen | se Sovjetunionen | se Sovjetunionen | se Sovjetunionen | se Sovjetunionen | se Sovjetunionen | se Sovjetunionen | se Sovjetunionen | •  | •  | •  | •  | •  | •  | •  | •  |    |    |
| Eritrea  | ERI |     |    |    |    |                  |                  |                  |                  |                  |                  |                  |                  |                  |                  |                  |    |    |    |    |    |    |    |    |    | •  |
| Etiopien | ETH |     |    |    |    |                  |                  |                  |                  |                  |                  |                  |                  |                  |                  |                  |    |    |    |    |    |    | •  | •  |    |    |

#### F
| Nation       | Kod | 24 | 28 | 32 | 36 | 40 | 44 | 48 | 52 | 56 | 60 | 64 | 68 | 72 | 76 | 80 | 84 | 88 | 92 | 94 | 98 | 02 | 06 | 10 | 14 | 18 |
| ------------ | --- | -- | -- | -- | -- | -- | -- | -- | -- | -- | -- | -- | -- | -- | -- | -- | -- | -- | -- | -- | -- | -- | -- | -- | -- | -- |
| Fiji         | FIJ |    |    |    |    |    |    |    |    |    |    |    |    |    |    |    |    | •  |    | •  |    | •  |    |    |    |    |
| Filippinerna | PHI |    |    |    |    |    |    |    |    |    |    | •  |    |    |    | •  | •  |    |    |    |    |    | •  | •  |    |    |
| Finland      | FIN | •  | •  | •  | •  | •  | •  | •  | •  | •  | •  | •  | •  | •  | •  | •  | •  | •  | •  | •  | •  | •  | •  | •  |    |    |
| Frankrike    | FRA | A  | •  | •  | •  | •  | •  | •  | •  | •  | A  | •  | •  | •  | •  | •  | A  | •  | •  | •  | •  | •  | •  | •  |    |    |

#### G
| Nation    | Kod | 24               | 28               | 32               | 36               | 40               | 44               | 48               | 52               | 56               | 60               | 64               | 68               | 72               | 76               | 80               | 84               | 88               | 92 | 94 | 98 | 02 | 06 | 10 | 14 | 18 |
| --------- | --- | ---------------- | ---------------- | ---------------- | ---------------- | ---------------- | ---------------- | ---------------- | ---------------- | ---------------- | ---------------- | ---------------- | ---------------- | ---------------- | ---------------- | ---------------- | ---------------- | ---------------- | -- | -- | -- | -- | -- | -- | -- | -- |
| Georgien  | GEO | se Sovjetunionen | se Sovjetunionen | se Sovjetunionen | se Sovjetunionen | se Sovjetunionen | se Sovjetunionen | se Sovjetunionen | se Sovjetunionen | se Sovjetunionen | se Sovjetunionen | se Sovjetunionen | se Sovjetunionen | se Sovjetunionen | se Sovjetunionen | se Sovjetunionen | se Sovjetunionen | se Sovjetunionen |    | •  | •  | •  | •  | •  | •  | •  |
| Ghana     | GHA |                  |                  |                  |                  |                  |                  |                  |                  |                  |                  |                  |                  |                  |                  |                  |                  |                  |    |    |    |    |    | •  |    | •  |
| Grekland  | GRE |                  |                  |                  | •                | •                | •                | •                |                  | •                | •                | •                | •                | •                | •                | •                | •                | •                | •  | •  | •  | •  | •  | •  |    |    |
| Guam      | GUM |                  |                  |                  |                  |                  |                  |                  |                  |                  |                  |                  |                  |                  |                  | •                |                  |                  |    |    |    |    |    |    |    |    |
| Guatemala | GUA |                  |                  |                  |                  |                  |                  |                  |                  |                  |                  |                  |                  |                  |                  | •                |                  |                  |    |    |    |    |    |    |    |    |

#### H
| Nation   | Kod | 24 | 28 | 32 | 36 | 40 | 44 | 48 | 52 | 56 | 60 | 64 | 68 | 72 | 76 | 80 | 84 | 88 | 92 | 94 | 98 | 02 | 06 | 10 | 14 | 18 |
| -------- | --- | -- | -- | -- | -- | -- | -- | -- | -- | -- | -- | -- | -- | -- | -- | -- | -- | -- | -- | -- | -- | -- | -- | -- | -- | -- |
| Honduras | HON |    |    |    |    |    |    |    |    |    |    |    |    |    |    |    |    |    | •  |    |    |    |    |    |    |    |
| Hongkong | HKG |    |    |    |    |    |    |    |    |    |    |    |    |    |    |    |    |    |    | •  | •  | •  | •  | •  |    |    |

#### I
| Nation  | Kod | 24 | 28 | 32 | 36 | 40 | 44 | 48 | 52 | 56 | 60 | 64 | 68 | 72 | 76 | 80 | 84 | 88 | 92 | 94 | 98 | 02 | 06 | 10 | 14 | 18 |
| ------- | --- | -- | -- | -- | -- | -- | -- | -- | -- | -- | -- | -- | -- | -- | -- | -- | -- | -- | -- | -- | -- | -- | -- | -- | -- | -- |
| Indien  | IND |    |    |    |    |    |    |    |    |    |    | •  | •  |    |    |    |    | •  | •  |    | •  | •  | •  | •  | •  | •  |
| Iran    | IRI |    |    |    |    |    |    | •  |    | •  | •  | •  | •  |    |    |    |    |    | •  | •  | •  | •  | •  | •  |    |    |
| Irland  | IRL |    |    |    |    |    |    |    |    |    |    |    |    |    |    |    | •  |    | •  | •  | •  | •  | •  | •  |    |    |
| Island  | ISL |    |    |    |    | •  | •  | •  | •  | •  | •  |    | •  | •  | •  | •  | •  | •  | •  | •  | •  | •  | •  | •  |    |    |
| Israel  | ISR |    |    |    |    |    |    |    |    |    |    |    |    |    |    |    |    | •  | •  | •  | •  | •  | •  | •  |    |    |
| Italien | ITA | •  | •  | •  | •  | •  | •  | A  | •  | •  | •  | •  | •  | •  | •  | •  | •  | •  | •  | •  | A  | •  | •  | •  |    |    |

#### J
| Nation            | Kod | 24 | 28 | 32 | 36 | 40 | 44 | 48 | 52 | 56 | 60 | 64 | 68 | 72 | 76 | 80 | 84 | 88 | 92 | 94 | 98 | 02 | 06 | 10 | 14 | 18 |
| ----------------- | --- | -- | -- | -- | -- | -- | -- | -- | -- | -- | -- | -- | -- | -- | -- | -- | -- | -- | -- | -- | -- | -- | -- | -- | -- | -- |
| Jamaica           | JAM |    |    |    |    |    |    |    |    |    |    |    |    |    |    |    |    | •  | •  | •  | •  | •  |    | •  | •  | •  |
| JugoslavienYUG[›] | YUG | •  | •  |    | •  | •  | •  | •  |    | •  | •  | •  | •  | •  | A  | •  | •  |    |    |    |    |    |    |    |    |    |
| Japan             | JPN |    | •  | •  | •  |    | •  | •  | •  | •  | •  | A  | •  | •  | •  | •  | •  | •  | A  | •  | •  | •  | •  | •  |    |    |

#### K
| Nation                 | Kod | 24               | 28               | 32               | 36               | 40               | 44               | 48               | 52               | 56               | 60               | 64               | 68               | 72               | 76               | 80               | 84               | 88               | 92             | 94     | 98     | 02     | 06     | 10     | 14     | 18 |
| ---------------------- | --- | ---------------- | ---------------- | ---------------- | ---------------- | ---------------- | ---------------- | ---------------- | ---------------- | ---------------- | ---------------- | ---------------- | ---------------- | ---------------- | ---------------- | ---------------- | ---------------- | ---------------- | -------------- | ------ | ------ | ------ | ------ | ------ | ------ | -- |
| Kamerun                | CMR |                  |                  |                  |                  |                  |                  |                  |                  |                  |                  |                  |                  |                  |                  |                  |                  |                  |                |        |        | •      |        |        |        |    |
| Kanada                 | CAN | •                | •                | •                | •                | •                | •                | •                | •                | •                | •                | •                | •                | •                | •                | A                | •                | •                | •              | •      | •      | A      | •      | •      |        |    |
| Kazakstan              | KAZ | se Sovjetunionen | se Sovjetunionen | se Sovjetunionen | se Sovjetunionen | se Sovjetunionen | se Sovjetunionen | se Sovjetunionen | se Sovjetunionen | se Sovjetunionen | se Sovjetunionen | se Sovjetunionen | se Sovjetunionen | se Sovjetunionen | se Sovjetunionen | se Sovjetunionen | se Sovjetunionen | se Sovjetunionen | [B]            | •      | •      | •      | •      | •      | •      | •  |
| Kenya                  | KEN |                  |                  |                  |                  |                  |                  |                  |                  |                  |                  |                  |                  |                  |                  |                  |                  |                  |                | •      | •      | •      |        |        |        | •  |
| Kina                   | CHN |                  |                  |                  |                  |                  |                  |                  |                  |                  |                  |                  |                  |                  |                  | •                | •                | •                | •              | •      | •      | •      | •      | •      | •      | •  |
| Kinesiska TaipeiROC[›] | TPE |                  |                  |                  |                  |                  |                  |                  |                  |                  |                  |                  |                  | •                | •                |                  | •                | •                | •              | •      | •      | •      | •      | •      | •      | •  |
| Kirgizistan            | KGZ | se Sovjetunionen | se Sovjetunionen | se Sovjetunionen | se Sovjetunionen | se Sovjetunionen | se Sovjetunionen | se Sovjetunionen | se Sovjetunionen | se Sovjetunionen | se Sovjetunionen | se Sovjetunionen | se Sovjetunionen | se Sovjetunionen | se Sovjetunionen | se Sovjetunionen | se Sovjetunionen | se Sovjetunionen |                | •      | •      | •      | •      | •      | •      | •  |
| Korea                  | COR |                  |                  |                  |                  |                  |                  |                  |                  |                  |                  |                  |                  |                  |                  |                  |                  |                  |                |        |        |        |        |        |        | •  |
| Kosovo                 | KOS | se Jugoslavien   | se Jugoslavien   | se Jugoslavien   | se Jugoslavien   | se Jugoslavien   | se Jugoslavien   | se Jugoslavien   | se Jugoslavien   | se Jugoslavien   | se Jugoslavien   | se Jugoslavien   | se Jugoslavien   | se Jugoslavien   | se Jugoslavien   | se Jugoslavien   | se Jugoslavien   | se Jugoslavien   | se Jugoslavien | se SCG | se SCG | se SCG | se SCG | se SRB | se SRB | •  |
| Kroatien               | CRO | se Jugoslavien   | se Jugoslavien   | se Jugoslavien   | se Jugoslavien   | se Jugoslavien   | se Jugoslavien   | se Jugoslavien   | se Jugoslavien   | se Jugoslavien   | se Jugoslavien   | se Jugoslavien   | se Jugoslavien   | se Jugoslavien   | se Jugoslavien   | se Jugoslavien   | se Jugoslavien   | se Jugoslavien   | •              | •      | •      | •      | •      | •      | •      | •  |

#### L
| Nation        | Kod | 24 | 28 | 32 | 36 | 40               | 44               | 48               | 52               | 56               | 60               | 64               | 68               | 72               | 76               | 80               | 84               | 88               | 92 | 94 | 98 | 02 | 06 | 10 | 14 | 18 |
| ------------- | --- | -- | -- | -- | -- | ---------------- | ---------------- | ---------------- | ---------------- | ---------------- | ---------------- | ---------------- | ---------------- | ---------------- | ---------------- | ---------------- | ---------------- | ---------------- | -- | -- | -- | -- | -- | -- | -- | -- |
| Lettland      | LAT | •  | •  |    | •  |                  |                  | se Sovjetunionen | se Sovjetunionen | se Sovjetunionen | se Sovjetunionen | se Sovjetunionen | se Sovjetunionen | se Sovjetunionen | se Sovjetunionen | se Sovjetunionen | se Sovjetunionen | se Sovjetunionen | •  | •  | •  | •  | •  | •  | •  | •  |
| Libanon       | LIB |    |    |    |    | •                | •                | •                | •                | •                | •                | •                | •                | •                | •                | •                | •                |                  |    | •  | •  | •  | •  | •  |    |    |
| Liechtenstein | LIE |    |    |    | •  | •                |                  | •                | •                | •                | •                | •                | •                | •                | •                | •                | •                | •                | •  | •  | •  | •  | •  | •  |    |    |
| Litauen       | LTU |    | •  |    |    | se Sovjetunionen | se Sovjetunionen | se Sovjetunionen | se Sovjetunionen | se Sovjetunionen | se Sovjetunionen | se Sovjetunionen | se Sovjetunionen | se Sovjetunionen | se Sovjetunionen | se Sovjetunionen | •                | •                | •  | •  | •  | •  | •  | •  |    |    |
| Luxemburg     | LUX |    | •  |    | •  |                  |                  |                  |                  |                  |                  |                  |                  |                  |                  | •                | •                | •                | •  |    | •  |    | •  | •  |    |    |

#### M
| Nation     | Kod | 24               | 28               | 32               | 36               | 40               | 44               | 48               | 52               | 56               | 60               | 64               | 68               | 72               | 76               | 80               | 84               | 88               | 92             | 94     | 98     | 02     | 06     | 10 | 14 | 18 |
| ---------- | --- | ---------------- | ---------------- | ---------------- | ---------------- | ---------------- | ---------------- | ---------------- | ---------------- | ---------------- | ---------------- | ---------------- | ---------------- | ---------------- | ---------------- | ---------------- | ---------------- | ---------------- | -------------- | ------ | ------ | ------ | ------ | -- | -- | -- |
| Madagaskar | MAD |                  |                  |                  |                  |                  |                  |                  |                  |                  |                  |                  |                  |                  |                  |                  |                  |                  |                |        |        |        | •      |    |    | •  |
| Makedonien | MKD | se Jugoslavien   | se Jugoslavien   | se Jugoslavien   | se Jugoslavien   | se Jugoslavien   | se Jugoslavien   | se Jugoslavien   | se Jugoslavien   | se Jugoslavien   | se Jugoslavien   | se Jugoslavien   | se Jugoslavien   | se Jugoslavien   | se Jugoslavien   | se Jugoslavien   | se Jugoslavien   | se Jugoslavien   |                |        | •      | •      | •      | •  | •  | •  |
| Malta      | MLT |                  |                  |                  |                  |                  |                  |                  |                  |                  |                  |                  |                  |                  |                  |                  |                  |                  |                |        |        |        |        |    | •  | •  |
| Malaysia   | MAS |                  |                  |                  |                  |                  |                  |                  |                  |                  |                  |                  |                  |                  |                  |                  |                  |                  |                |        |        |        |        |    |    | •  |
| Marocko    | MAR |                  |                  |                  |                  |                  |                  |                  |                  |                  |                  |                  | •                |                  |                  |                  | •                | •                | •              |        |        |        |        | •  | •  | •  |
| Mexiko     | MEX |                  | •                |                  |                  |                  |                  |                  |                  |                  |                  |                  |                  |                  | •                | •                | •                | •                |                | •      |        | •      | •      | •  |    |    |
| Moldavien  | MDA | se Sovjetunionen | se Sovjetunionen | se Sovjetunionen | se Sovjetunionen | se Sovjetunionen | se Sovjetunionen | se Sovjetunionen | se Sovjetunionen | se Sovjetunionen | se Sovjetunionen | se Sovjetunionen | se Sovjetunionen | se Sovjetunionen | se Sovjetunionen | se Sovjetunionen | se Sovjetunionen | se Sovjetunionen |                | •      | •      | •      | •      | •  | •  | •  |
| Monaco     | MON |                  |                  |                  |                  |                  |                  |                  |                  |                  |                  |                  |                  |                  |                  |                  | •                | •                | •              | •      | •      | •      | •      | •  | •  | •  |
| Mongoliet  | MGL |                  |                  |                  |                  |                  |                  |                  |                  | •                | •                | •                |                  | •                | •                | •                | •                | •                | •              | •      | •      | •      | •      | •  |    |    |
| Montenegro | MNE | se Jugoslavien   | se Jugoslavien   | se Jugoslavien   | se Jugoslavien   | se Jugoslavien   | se Jugoslavien   | se Jugoslavien   | se Jugoslavien   | se Jugoslavien   | se Jugoslavien   | se Jugoslavien   | se Jugoslavien   | se Jugoslavien   | se Jugoslavien   | se Jugoslavien   | se Jugoslavien   | se Jugoslavien   | se Jugoslavien | se SCG | se SCG | se SCG | se SCG | •  | •  | •  |

#### N
| Nation                  | Kod | 24 | 28 | 32 | 36 | 40 | 44 | 48 | 52 | 56 | 60 | 64 | 68 | 72 | 76 | 80 | 84 | 88 | 92 | 94 | 98 | 02 | 06 | 10 | 14 | 18 |
| ----------------------- | --- | -- | -- | -- | -- | -- | -- | -- | -- | -- | -- | -- | -- | -- | -- | -- | -- | -- | -- | -- | -- | -- | -- | -- | -- | -- |
| Nederländerna           | NED |    | •  |    | •  |    |    | •  | •  | •  | •  | •  | •  | •  | •  | •  | •  | •  | •  | •  | •  | •  | •  | •  | •  | •  |
| Nederländska Antillerna | AHO |    |    |    |    |    |    |    |    |    |    |    |    |    |    | •  | •  |    |    |    |    |    |    |    |    |    |
| Nepal                   | NEP |    |    |    |    |    |    |    |    |    |    |    |    |    |    |    |    |    |    | •  | •  | •  | •  |    |    |    |
| Nigeria                 | NGR |    |    |    |    |    |    |    |    |    |    |    |    |    |    |    |    |    |    |    |    |    |    | •  |    |    |
| Nordkorea               | PRK |    |    |    |    |    |    |    |    | •  |    | •  |    |    | •  | •  | •  |    | •  |    | •  | •  |    | •  |    |    |
| Norge                   | NOR | •  | •  | •  | •  | •  | A  | •  | •  | •  | •  | •  | •  | •  | •  | •  | •  | A  | •  | •  | •  | •  | •  | •  |    |    |
| Nya Zeeland             | NZL |    |    |    |    |    | •  |    | •  |    | •  | •  | •  | •  | •  | •  | •  | •  | •  | •  | •  | •  | •  | •  |    |    |

#### P
| Nation      | Kod | 24 | 28 | 32 | 36 | 40 | 44 | 48 | 52 | 56 | 60 | 64 | 68 | 72 | 76 | 80 | 84 | 88 | 92 | 94 | 98 | 02 | 06 | 10 | 14 | 18 |
| ----------- | --- | -- | -- | -- | -- | -- | -- | -- | -- | -- | -- | -- | -- | -- | -- | -- | -- | -- | -- | -- | -- | -- | -- | -- | -- | -- |
| Pakistan    | PAK |    |    |    |    |    |    |    |    |    |    |    |    |    |    |    |    |    |    |    |    |    |    | •  | •  | •  |
| Paraguay    | PAR |    |    |    |    |    |    |    |    |    |    |    |    |    |    |    |    |    |    |    |    |    | •  |    |    |    |
| Peru        | PER |    |    |    |    |    |    |    |    |    |    |    |    |    |    |    |    |    |    |    |    | •  | •  |    |    |    |
| Polen       | POL | •  | •  | •  | •  | •  | •  | •  | •  | •  | •  | •  | •  | •  | •  | •  | •  | •  | •  | •  | •  | •  | •  | •  |    |    |
| Portugal    | POR |    |    |    |    |    | •  |    |    |    |    |    |    |    |    | •  |    | •  | •  |    | •  | •  | •  | •  |    |    |
| Puerto Rico | PUR |    |    |    |    |    |    |    |    |    |    |    |    |    | •  | •  | •  | •  | •  |    |    |    |    | •  |    |    |

#### R
| Nation   | Kod | 24               | 28               | 32               | 36               | 40               | 44               | 48               | 52               | 56               | 60               | 64               | 68               | 72               | 76               | 80               | 84               | 88               | 92  | 94 | 98 | 02 | 06 | 10 | 14 | 18  |
| -------- | --- | ---------------- | ---------------- | ---------------- | ---------------- | ---------------- | ---------------- | ---------------- | ---------------- | ---------------- | ---------------- | ---------------- | ---------------- | ---------------- | ---------------- | ---------------- | ---------------- | ---------------- | --- | -- | -- | -- | -- | -- | -- | --- |
| Rumänien | ROU |                  | •                | •                | •                |                  |                  | •                | •                | •                |                  | •                | •                | •                | •                | •                | •                | •                | •   | •  | •  | •  | •  | •  | •  | •   |
| Ryssland | RUS | se Sovjetunionen | se Sovjetunionen | se Sovjetunionen | se Sovjetunionen | se Sovjetunionen | se Sovjetunionen | se Sovjetunionen | se Sovjetunionen | se Sovjetunionen | se Sovjetunionen | se Sovjetunionen | se Sovjetunionen | se Sovjetunionen | se Sovjetunionen | se Sovjetunionen | se Sovjetunionen | se Sovjetunionen | [B] | •  | •  | •  | •  | •  | A  | [E] |

#### S
| Nation                       | Kod | 24                 | 28                 | 32                 | 36                 | 40                 | 44                 | 48                 | 52                 | 56                 | 60                 | 64                 | 68                 | 72                 | 76                 | 80                 | 84                 | 88                 | 92                 | 94     | 98     | 02     | 06     | 10 | 14 | 18 |
| ---------------------------- | --- | ------------------ | ------------------ | ------------------ | ------------------ | ------------------ | ------------------ | ------------------ | ------------------ | ------------------ | ------------------ | ------------------ | ------------------ | ------------------ | ------------------ | ------------------ | ------------------ | ------------------ | ------------------ | ------ | ------ | ------ | ------ | -- | -- | -- |
| San Marino                   | SMR |                    |                    |                    |                    |                    |                    |                    |                    |                    |                    |                    |                    |                    | •                  |                    | •                  | •                  | •                  | •      |        | •      | •      | •  | •  | •  |
| Schweiz                      | SUI | •                  | A                  | •                  | •                  | A                  | •                  | •                  | •                  | •                  | •                  | •                  | •                  | •                  | •                  | •                  | •                  | •                  | •                  | •      | •      | •      | •      | •  |    |    |
| Senegal                      | SEN |                    |                    |                    |                    |                    |                    |                    |                    |                    |                    |                    |                    |                    | •                  |                    | •                  | •                  |                    |        | •      | •      |        |    |    |    |
| Serbien                      | SRB | se Jugoslavien     | se Jugoslavien     | se Jugoslavien     | se Jugoslavien     | se Jugoslavien     | se Jugoslavien     | se Jugoslavien     | se Jugoslavien     | se Jugoslavien     | se Jugoslavien     | se Jugoslavien     | se Jugoslavien     | se Jugoslavien     | se Jugoslavien     | se Jugoslavien     | se Jugoslavien     | se Jugoslavien     | se Jugoslavien     | se SCG | se SCG | se SCG | se SCG | •  | •  | •  |
| Serbien och MontenegroSCG[›] | SCG | se Jugoslavien     | se Jugoslavien     | se Jugoslavien     | se Jugoslavien     | se Jugoslavien     | se Jugoslavien     | se Jugoslavien     | se Jugoslavien     | se Jugoslavien     | se Jugoslavien     | se Jugoslavien     | se Jugoslavien     | se Jugoslavien     | se Jugoslavien     | se Jugoslavien     | se Jugoslavien     | se Jugoslavien     | se Jugoslavien     |        | •      | •      | •      |    |    |    |
| Singapore                    | SGP |                    |                    |                    |                    |                    |                    |                    |                    |                    |                    |                    |                    |                    |                    |                    |                    |                    |                    |        |        |        |        |    |    | •  |
| Slovakien                    | SVK | se Tjeckoslovakien | se Tjeckoslovakien | se Tjeckoslovakien | se Tjeckoslovakien | se Tjeckoslovakien | se Tjeckoslovakien | se Tjeckoslovakien | se Tjeckoslovakien | se Tjeckoslovakien | se Tjeckoslovakien | se Tjeckoslovakien | se Tjeckoslovakien | se Tjeckoslovakien | se Tjeckoslovakien | se Tjeckoslovakien | se Tjeckoslovakien | se Tjeckoslovakien | se Tjeckoslovakien | •      | •      | •      | •      | •  | •  | •  |
| Slovenien                    | SLO | se Jugoslavien     | se Jugoslavien     | se Jugoslavien     | se Jugoslavien     | se Jugoslavien     | se Jugoslavien     | se Jugoslavien     | se Jugoslavien     | se Jugoslavien     | se Jugoslavien     | se Jugoslavien     | se Jugoslavien     | se Jugoslavien     | se Jugoslavien     | se Jugoslavien     | se Jugoslavien     | se Jugoslavien     | •                  | •      | •      | •      | •      | •  | •  | •  |
| Sovjetunionen                | URS |                    |                    |                    |                    |                    |                    |                    |                    | •                  | •                  | •                  | •                  | •                  | •                  | •                  | •                  | •                  | [B]                |        |        |        |        |    |    |    |
| Spanien                      | ESP |                    |                    |                    | •                  | •                  | •                  | •                  | •                  | •                  | •                  | •                  | •                  | •                  | •                  | •                  | •                  | •                  | •                  | •      | •      | •      | •      | •  |    |    |
| Sverige                      | SWE | •                  | •                  | •                  | •                  | •                  | •                  | •                  | •                  | •                  | •                  | •                  | •                  | •                  | •                  | •                  | •                  | •                  | •                  | •      | •      | •      | •      | •  |    |    |
| Storbritannien               | GBR | •                  | •                  | •                  | •                  | •                  | •                  | •                  | •                  | •                  | •                  | •                  | •                  | •                  | •                  | •                  | •                  | •                  | •                  | •      | •      | •      | •      | •  |    |    |
| Swaziland                    | SWZ |                    |                    |                    |                    |                    |                    |                    |                    |                    |                    |                    |                    |                    |                    |                    | •                  |                    |                    |        |        |        |        |    |    |    |
| Sydkorea                     | KOR |                    |                    |                    |                    | •                  |                    | •                  | •                  | •                  | •                  | •                  | •                  | •                  | •                  | •                  | •                  | •                  | •                  | •      | •      | •      | •      | A  |    |    |
| Sydafrika                    | RSA |                    |                    |                    |                    |                    |                    |                    | •                  |                    |                    |                    |                    |                    |                    |                    |                    | •                  | •                  | •      | •      | •      |        | •  |    |    |

#### T
| Nation              | Kod | 24                 | 28                 | 32                 | 36                 | 40                 | 44                 | 48                 | 52                 | 56                 | 60                 | 64                 | 68                 | 72                 | 76                 | 80                 | 84                 | 88                 | 92                 | 94           | 98           | 02           | 06           | 10           | 14           | 18           |
| ------------------- | --- | ------------------ | ------------------ | ------------------ | ------------------ | ------------------ | ------------------ | ------------------ | ------------------ | ------------------ | ------------------ | ------------------ | ------------------ | ------------------ | ------------------ | ------------------ | ------------------ | ------------------ | ------------------ | ------------ | ------------ | ------------ | ------------ | ------------ | ------------ | ------------ |
| Tadzjikistan        | TJK | se Sovjetunionen   | se Sovjetunionen   | se Sovjetunionen   | se Sovjetunionen   | se Sovjetunionen   | se Sovjetunionen   | se Sovjetunionen   | se Sovjetunionen   | se Sovjetunionen   | se Sovjetunionen   | se Sovjetunionen   | se Sovjetunionen   | se Sovjetunionen   | se Sovjetunionen   | se Sovjetunionen   | se Sovjetunionen   | se Sovjetunionen   |                    |              |              | •            | •            | •            | •            |              |
| Thailand            | THA |                    |                    |                    |                    |                    |                    |                    |                    |                    |                    |                    |                    |                    |                    |                    |                    |                    |                    |              |              | •            | •            |              | •            | •            |
| Tjeckien            | CZE | se Tjeckoslovakien | se Tjeckoslovakien | se Tjeckoslovakien | se Tjeckoslovakien | se Tjeckoslovakien | se Tjeckoslovakien | se Tjeckoslovakien | se Tjeckoslovakien | se Tjeckoslovakien | se Tjeckoslovakien | se Tjeckoslovakien | se Tjeckoslovakien | se Tjeckoslovakien | se Tjeckoslovakien | se Tjeckoslovakien | se Tjeckoslovakien | se Tjeckoslovakien | se Tjeckoslovakien | •            | •            | •            | •            | •            | •            | •            |
| Tjeckoslovakien     | TCH | •                  | •                  | •                  | •                  |                    |                    | •                  | •                  | •                  | •                  | •                  | •                  | •                  | •                  | •                  | •                  | •                  | •                  | se CZE & SVK | se CZE & SVK | se CZE & SVK | se CZE & SVK | se CZE & SVK | se CZE & SVK | se CZE & SVK |
| Togo                | TOG |                    |                    |                    |                    |                    |                    |                    |                    |                    |                    |                    |                    |                    |                    |                    |                    |                    |                    |              |              |              | •            | •            |              |              |
| Tonga               | TGA |                    |                    |                    |                    |                    |                    |                    |                    |                    |                    |                    |                    |                    |                    |                    |                    |                    |                    |              |              |              | •            | •            |              |              |
| Trinidad och Tobago | TRI |                    |                    |                    |                    |                    |                    |                    |                    |                    |                    |                    |                    |                    |                    |                    |                    | •                  | •                  | •            |              |              |              |              |              |              |
| Turkiet             | TUR |                    |                    |                    | •                  | •                  |                    | •                  | •                  | •                  | •                  |                    | •                  |                    | •                  | •                  | •                  | •                  | •                  | •            | •            | •            | •            | •            |              |              |
| Tyskland            | GER |                    | •                  | •                  | A                  |                    | •                  |                    |                    |                    |                    |                    |                    |                    |                    |                    | •                  | •                  | •                  | •            | •            | •            | •            | •            |              |              |
| Östtyskland         | GDR |                    |                    |                    |                    |                    |                    |                    |                    | [A]                | [A]                | [A]                | •                  | •                  | •                  | •                  | •                  | •                  |                    |              |              |              |              |              |              |              |
| Västtyskland        | FRG |                    |                    |                    |                    |                    |                    |                    |                    | [A]                | [A]                | [A]                | •                  | •                  | •                  | •                  | •                  | •                  |                    |              |              |              |              |              |              |              |

#### U
| Nation     | Kod | 24               | 28               | 32               | 36               | 40               | 44               | 48               | 52               | 56               | 60               | 64               | 68               | 72               | 76               | 80               | 84               | 88               | 92  | 94 | 98 | 02 | 06 | 10 | 14 | 18 |
| ---------- | --- | ---------------- | ---------------- | ---------------- | ---------------- | ---------------- | ---------------- | ---------------- | ---------------- | ---------------- | ---------------- | ---------------- | ---------------- | ---------------- | ---------------- | ---------------- | ---------------- | ---------------- | --- | -- | -- | -- | -- | -- | -- | -- |
| Ukraina    | UKR | se Sovjetunionen | se Sovjetunionen | se Sovjetunionen | se Sovjetunionen | se Sovjetunionen | se Sovjetunionen | se Sovjetunionen | se Sovjetunionen | se Sovjetunionen | se Sovjetunionen | se Sovjetunionen | se Sovjetunionen | se Sovjetunionen | se Sovjetunionen | se Sovjetunionen | se Sovjetunionen | se Sovjetunionen | [B] | •  | •  | •  | •  | •  | •  | •  |
| Ungern     | HUN | •                | •                | •                | •                |                  |                  | •                | •                | •                | •                | •                | •                | •                | •                | •                | •                | •                | •   | •  | •  | •  | •  | •  | •  | •  |
| USA        | USA | •                | •                | A                | •                | •                | •                | •                | A                | •                | •                | •                | •                | A                | •                | •                | •                | •                | •   | A  | •  | •  | •  | •  |    |    |
| Uruguay    | URU |                  |                  |                  |                  |                  |                  |                  |                  |                  |                  |                  |                  |                  |                  |                  |                  |                  | •   |    |    |    |    |    |    |    |
| Uzbekistan | UZB | se Sovjetunionen | se Sovjetunionen | se Sovjetunionen | se Sovjetunionen | se Sovjetunionen | se Sovjetunionen | se Sovjetunionen | se Sovjetunionen | se Sovjetunionen | se Sovjetunionen | se Sovjetunionen | se Sovjetunionen | se Sovjetunionen | se Sovjetunionen | se Sovjetunionen | se Sovjetunionen | se Sovjetunionen | [B] | •  | •  | •  | •  | •  | •  | •  |

#### V
| Nation    | Kod | 24               | 28               | 32               | 36               | 40               | 44               | 48               | 52               | 56               | 60               | 64               | 68               | 72               | 76               | 80               | 84               | 88               | 92  | 94 | 98 | 02 | 06 | 10 | 14 | 18 |
| --------- | --- | ---------------- | ---------------- | ---------------- | ---------------- | ---------------- | ---------------- | ---------------- | ---------------- | ---------------- | ---------------- | ---------------- | ---------------- | ---------------- | ---------------- | ---------------- | ---------------- | ---------------- | --- | -- | -- | -- | -- | -- | -- | -- |
| Venezuela | VEN |                  |                  |                  |                  |                  |                  |                  |                  |                  |                  |                  |                  |                  |                  |                  |                  |                  |     |    | •  | •  | •  |    | •  |    |
| Belarus   | BLR | se Sovjetunionen | se Sovjetunionen | se Sovjetunionen | se Sovjetunionen | se Sovjetunionen | se Sovjetunionen | se Sovjetunionen | se Sovjetunionen | se Sovjetunionen | se Sovjetunionen | se Sovjetunionen | se Sovjetunionen | se Sovjetunionen | se Sovjetunionen | se Sovjetunionen | se Sovjetunionen | se Sovjetunionen | [B] | •  | •  | •  | •  | •  | •  | •  |

#### Z
| Nation   | Kod | 24 | 28 | 32 | 36 | 40 | 44 | 48 | 52 | 56 | 60 | 64 | 68 | 72 | 76 | 80 | 84 | 88 | 92 | 94 | 98 | 02 | 06 | 10 | 14 | 18 |
| -------- | --- | -- | -- | -- | -- | -- | -- | -- | -- | -- | -- | -- | -- | -- | -- | -- | -- | -- | -- | -- | -- | -- | -- | -- | -- | -- |
| Zimbabwe | ZIM |    |    |    |    |    |    |    |    |    |    |    |    |    |    |    |    |    |    |    |    |    |    |    | •  |    |

#### Ö
| Nation    | Kod | 24 | 28 | 32 | 36 | 40 | 44 | 48 | 52 | 56 | 60 | 64 | 68 | 72 | 76 | 80 | 84 | 88 | 92 | 94 | 98 | 02 | 06 | 10 | 14 | 18 |
| --------- | --- | -- | -- | -- | -- | -- | -- | -- | -- | -- | -- | -- | -- | -- | -- | -- | -- | -- | -- | -- | -- | -- | -- | -- | -- | -- |
| Österrike | AUT | •  | •  | •  | •  |    |    | •  | •  | •  | •  | A  | •  | •  | A  | •  | •  | •  | •  | •  | •  | •  | •  | •  | •  | •  |
| Östtimor  | TLS |    |    |    |    |    |    |    |    |    |    |    |    |    |    |    |    |    |    |    |    |    | •  | •  |    |    |

## Fotnoter

### Namnändringar
^ ROC: Taiwan deltog som Republiken Kina (ROC) 1972 och 1976. 1979 började IOK att använda begreppet Kinesiska Taipei som namn för nationen, en kompromiss som accepterades av Folkrepubliken Kina, som därmed började delta i olympiska spelen. 

^ SCG: FR Jugoslavien, bestående av Serbien och Montenegro, bytte namn till Serbien och Montenegro 2003. Vid spelen 1998 och 2002, deltog nationen under namnet FR Jugoslavien (YUG). Namnet Serbien och Montenegro och koden SCG användes för första gången vid olympiska vinterspelen 2006. 

^ YUG: Kungariket Jugoslavien (officiellt Kungariket av Serber, Kroater och Slovener till 1929) deltog som Jugoslavien i tre olympiska spel innan andra världskriget. SFR Jugoslavien deltog också som Jugoslavien, under spelen 1948-1992, och arrangerade spelen 1984 i Sarajevo.